# Interstitielle Nephritis

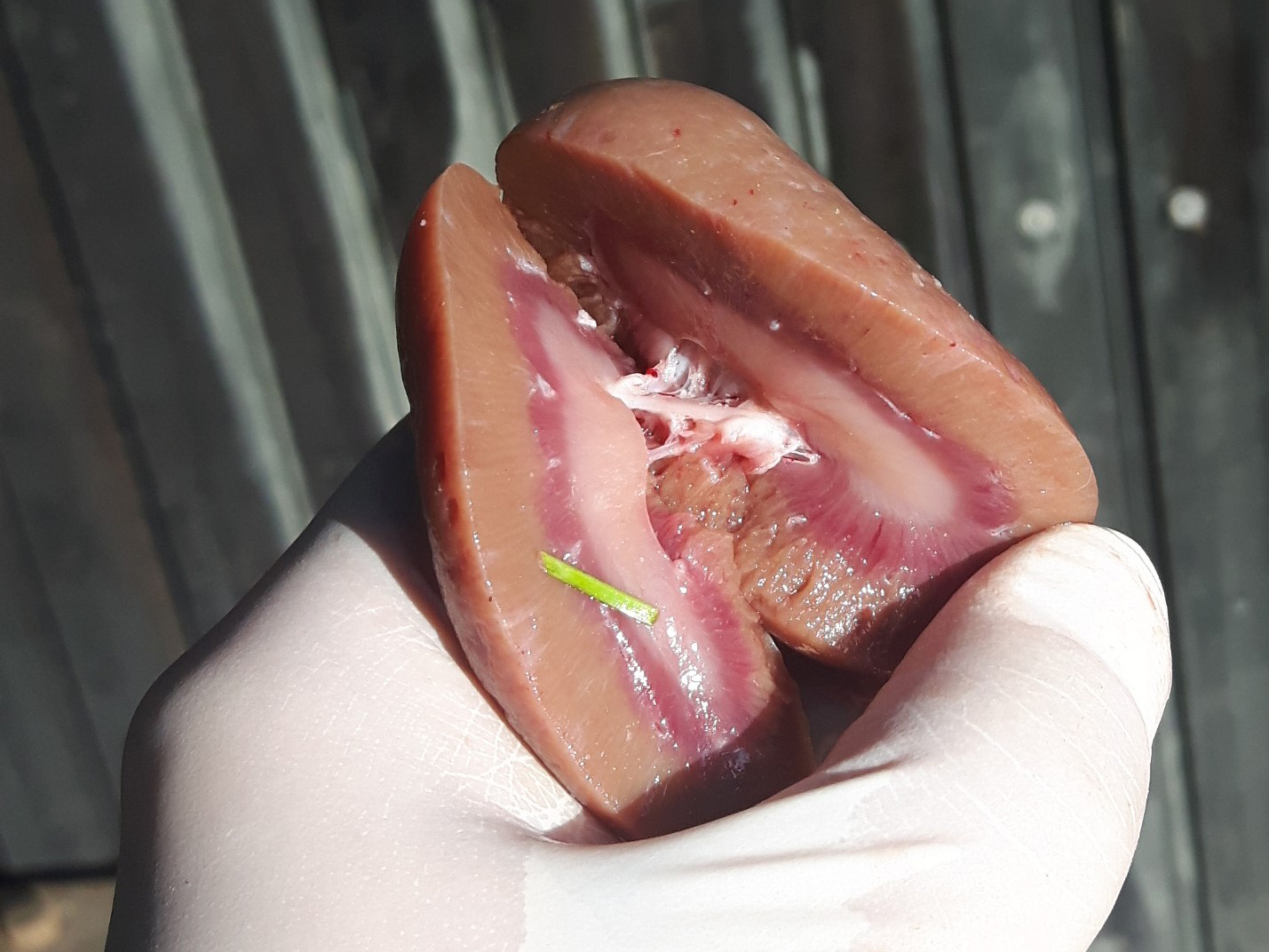
Amtstierärztlich festgestellte akute Nephritis bei einem Reh

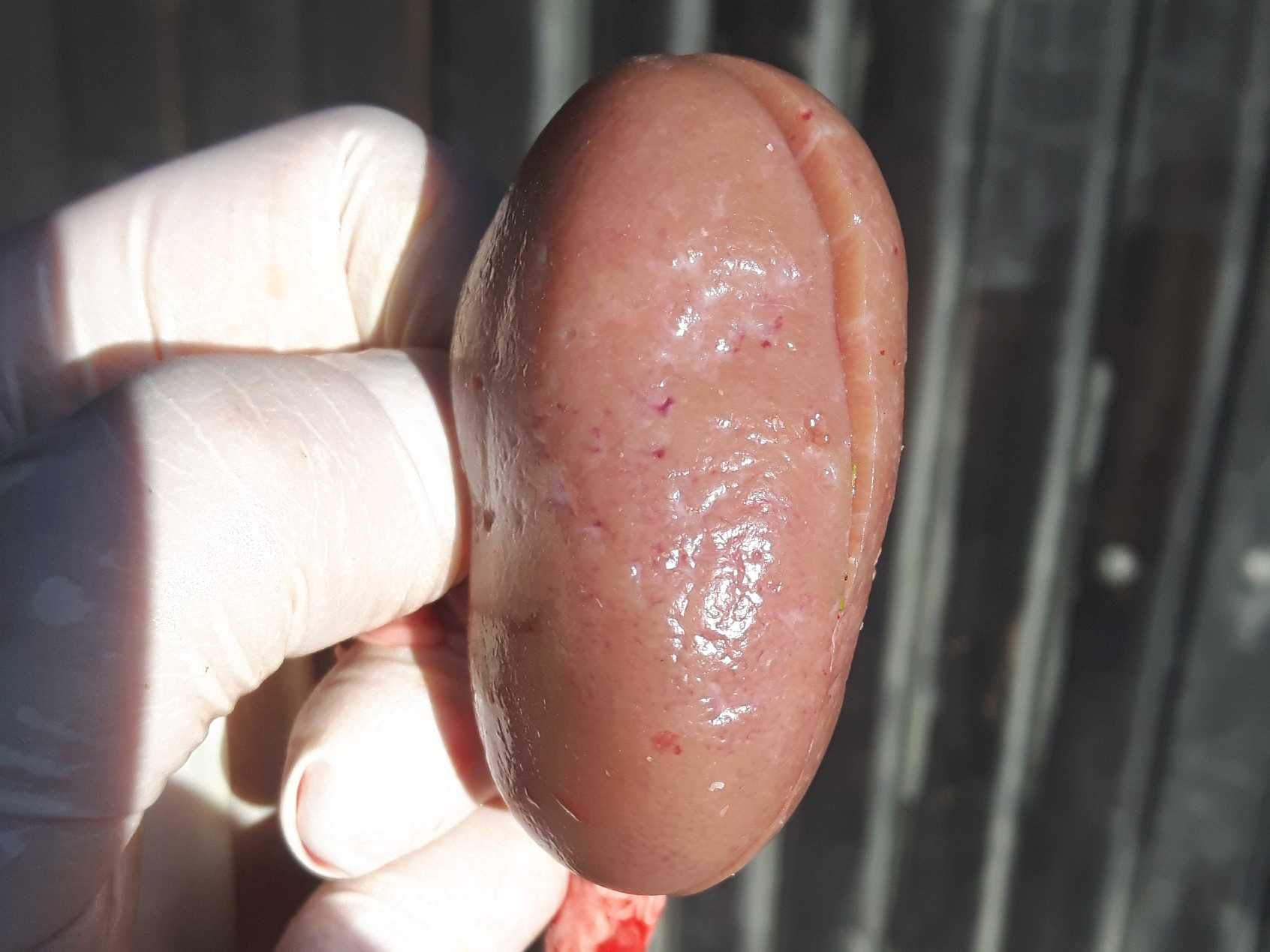
Amtstierärztlich festgestellte akute Nephritis bei einem Reh.

Die interstitielle Nephritis oder tubulo-interstitielle Nephritis (von lateinisch tubulus „Röhrchen“, in der Bedeutung von Nierenkanälchen, lateinisch interstitium „Zwischenraum“, altgriechisch νεφρός nephrós „Niere“ und -itis für „entzündliche Krankheit“) ist eine entzündliche Erkrankung der Nieren, bei der das Zwischengewebe Hauptsitz der Nierenentzündung ist. Eine durch bakterielle Entzündung bedingte interstitielle Nephritis bezeichnet man als Pyelonephritis.

## Häufigkeit
Relativ seltene Erkrankung, etwa 2–3 % aller Nierenbiopsien und ca. 7–15 % aller Fälle von akutem Nierenversagen. Die jährliche Inzidenz steigt allerdings an.

## Ursachen
Die Ursachen sind vielfältig und umfassen Schäden durch Giftstoffe, Medikamente, Virusinfektionen oder Strahleneinwirkung. Zumeist sind es Noxen wie Medikamente (z. B. β-Lactam-Antibiotika, Aminoglykoside, Nichtsteroidale Antiphlogistika und andere Schmerzmedikamente, H2-Antagonisten, Antikonvulsiva sowie Harnsäure senkende Medikamente), aber auch Virusinfektionen (z. B. Hantaviren) und Autoimmunerkrankungen (z. B. Sarkoidose) können dieser Erkrankung zugrunde liegen.

## Pathologie
Pathogenetisch findet sich eine akut toxische oder allergische Reaktion. Es entwickelt sich eine Entzündung primär der Nierenkanälchen und des angrenzenden Interstitiums mit allenfalls geringem Gehalt an neutrophilen Granulozyten im entzündlichen Infiltrat. Diese Infiltrate bestehen aus Lymphozyten, Plasmazellen, Histiozyten und – bei allergischer Genese – eosinophilen Granulozyten in den Tubuli und im angrenzenden Interstitium. Bei medikamentenassoziierter nichteitriger interstitieller Nephritis können auch Granulome vorliegen. Bei einer Sarkoidose sind die Granulome häufig konfluierend.

## Symptome
Unspezifische Symptome wie Fieber, Hautausschlag und Gelenkschmerzen treten in weniger als 15 % der Fälle auf.

## Labor
Es findet sich häufig eine Proteinurie vom tubulären Typ. Dabei ist das α1-Mikroglobulin im Urin erhöht.

## Therapie und Prognose
Eine evidenzbasierte Behandlung ist bislang nicht bekannt. Die wichtigste Maßnahme besteht im Absetzen der auslösenden Noxe. In Frage kommt auch eine Therapie mit intravenösen oder oralen Kortikoiden. In jüngster Zeit wurde ein Therapieversuch mit Mycophenolat-Mofetil (MMF) vorgeschlagen. Nach Entfernung der auslösenden Noxe heilen ca. 60 % der Fälle aus, eine chronische Nierenerkrankung entwickelt sich in ca. 40 % der Fälle.

## Geschichte
1878 erstmals beschrieben von Jean-Martin Charcot in Lectures on Bright’s Disease of the Kidneys. Er unterschied eine akute Phase, die nur anhand von Autopsien zufällig verstorbener Individuen untersucht werden konnte, von einer chronischen Phase, die über einen langen Zeitraum zum Tod führte. Ausgehend von mikroskopischen Untersuchungen folgerte er, dass die akute Phase gekennzeichnet sei durch Infiltration mit Leukozyten, während das Epithel der Nierenkanälchen anfangs gesund erscheine. In späteren Stadien der Erkrankung sei das tubuläre Epithel erweitert, beschädigt und in fibrilläres Bindegewebe eingebettet. 1898 erkannte William Thomas Councilman die akute interstitielle Nephritis erstmals als eine eigenständige Erkrankung, als eine postinfektiöse Komplikation von Diphtherie und Scharlach.